# Черніїв
Черні́їв — село Івано-Франківської міської громади, Івано-Франківського району Івано-Франківської області. Населення — 3 801 осіб. Орган місцевого самоврядування — Черніївський старостинський округ Івано-Франківської міської ради [Архівовано 27 лютого 2020 у Wayback Machine.].

## Географія
Село розташоване за 3 км від залізничної станції Хриплин, за 7 км від обласного центру (м.Івано-Франківська) і за 15 км від м. Тисмениця.

Територія села Чернієва розташована на Східноєвропейській платформі. Кристалічний фундамент платформи у цьому регіоні нахилений з північного сходу на південний захід, виявлений географічними методами на глибині 3500 — 6000 метрів. Тектонічні порушення виступають у вигляді Тисменицької флексури на півночі району.
Через село протікає річка Бистриця Надвірнянська. В долинах річки широко розповсюджені породи верхньої крейди, пісок, представлені мергелями, мають потужність 150−200 м. Великого розповсюдження набули гіпсові породи (лежать на різній глибині).
Рельєф дуже різноманітний, що пов'язане з неоднаковими умовами геологічної історії території, які привели до мозаїчного нагромадження осадових утворень, зумовили тептонічну активність напластувань. Перепад висот становить на відстані 32 — 208 м. Разом із корінними породами та четвертними відкладами це сприяє активному розвитку сучасних геоморфологічних процесів: ерозії, площинному змиву, зсувів, обсувів, обвалів, в гіпсових породах — карсту.
Клімат села — помірний, перехідний від морського до континентального. Середня температура січня −10, липня +18. Тривалість безморозного періоду на ґрунті 150—160 днів, період із середньою добовою температурою повітря понад 0 — 260 днів, із середньою добовою температурою 10 — 160 днів. Середня річна кількість опадів — 650—700 мм. Максимум припадає на літні місяці, мінімум — на зимові. Висота снігового покриву 22 см. Міститься у вологій, помірно теплій агрокліматичній зоні.
Поверхневі води села Чернієва включають річку Бистрицю Надвірнянську, річку Млинівку, відстійники КП «Івано-Франківськводоекотехпром».

Довжина річки Бистриця Надвірнянська 50 км в межах Тисменицького району. Загальна швидкість течії незначна: 0,5 м/сек.
Ґрунтовий покрив переважно представлений чорноземами і темносірими опідзоленими ґрунтами.
Рослинність села у природному стані збереглася на території лісів, лук, пасовищ, боліт, чагарників. Існують лісові масиви (представлені дубами, грабами, буками, кленами, липами), в районах села, де ґрунтовий покрив представлений пісками, соснами. В лісових масивах росте шипшина, папороть, суниці, гриби, калина, малина, ожина, квіти, ліщина. Досить велику територію займають пасовища, сіножаті. Існують в сільській місцевості торфовища, які в минулому використовували у вигляді палива.
Тваринний світ, як і рослинний зазнав великих змін під впливом антропогенного фактору. В селі водяться у невеликій кількості типові для широколистих лісів звірі, птахи, земноводні, плазуни. Над ставком гніздяться перелітні птахи. У річці водиться різноманітна риба — плітка, червонопірка, лин, карась, окунь, інші.
Охорона природи — дуже актуальна проблема краю, як і всіх густозаселених районів. Через неправильний обробіток землі, використання мінеральних добрив є ерозія ґрунту.
Основним забрудником річки на території села є сільське господарство, населення.
У зв‘язку з тим, що ліси переходили дуже часто з рук в руки, кожний власник намагався господарювати по-своєму, вони вирубувались  (знищувалися дуби, тоді буки).

У 1930—1939 роках створювались штучні лісові культури смереки, сосни на великих площах.

1928-1929 років у зв'язку з сильними морозами більшість дерев буку було пошкоджено, деякі ділянки взагалі було знищено. Після вирубки цих насаджень ніхто не насаджував молоді (1940 року в загальній статистиці кількість граба дорівнювала 50 % площі, бука — 22 %, інших — 28 %; букові насадження досить сильно скоротились).
На початку 2000 років село пережило ряд потужних повеней, зокрема в 2008 році.

## Історія
Недалеко села Черніїв в урочищі «Дуби» колись в 13 столітті існувало мисливське обійстя короля Данила Галицького. Звідси він вирушав на полювання (лови) у довколишні ліси. Довкола садиби були посаджені дуби, які за сім століть виросли до неймовірних розмірів. Однак з приходом радянської влади було вирішено їх зрізати. Бо вони завдяки своїй висоті використовувались для стеження за пересуванням радянських військ загонами УПА. Оскільки тоді ще не було меліорації і всюди було болото, неможливо було під'їхати до них технікою. Тому влада дочекалась зими, коли земля примерзла, підірвала дуби динамітом і вивезла їх.
В курганному похованні поблизу Чернієва знайдено скарб римських, візантійських, арабських монет І—II ст.
Перша літописна згадка про Черніїв належить до 1387 року. Близько 1498 року шляхтич Ян Анджей Бучацький отримав село у власність від короля Яна І Ольбрахта за військові заслуги.
У податковому реєстрі 1515 року в селі документується піп (отже, уже тоді була церква) і 8 ланів (близько 200 га) оброблюваної землі та ще 2 лани тимчасово вільної.
У лютому 1897 року черніївчани рішуче виступили проти махінацій під час виборів до австрійського рейхсрату. Селяни одностайно голосували за свій список, обраними виявились поміщики, багатії; після протесту виборців урядовий комісар змушений був залишити село. Наступного дня прибули жандарми, заарештували, закували в кайдани 9 селян. На виручку односельчан зібралася вся громада; жандарми вдалися до зброї, вбили селянина П.Стасюка, 5 чоловік поранили.
1900 року в селі відбулося віче за участи понад 1000 осіб (голова віча — організатор радикального руху Михайло Павлик).
1910 року відкрито школу (тепер носить ім'я Т. Г. Шевченка.
).
Після окупації Західноукраїнської Народної Республіки поляками в 1919 році в селі був осередок ґміни Чернєюв та постерунку поліції.
В 20—30-х роках XX ст. боротьбою за соціальне, національне визволення проводив осередок КПЗУ, до складу якого входили Ф. В. Шамрай, Д. М. Штундер, М. П. Гриньків, Г. М. Хомицька та інші.
1923 року селяни бойкотували набір до польського війська.
За даними облуправління МГБ у 1949 р. в Лисецькому районі підпілля ОУН найактивнішим було в селах Тисменичани і Черніїв.

## Населення

### Мова
Розподіл населення за рідною мовою за даними перепису 2001 року:
| Мова       | Кількість | Відсоток |
| ---------- | --------- | -------- |
| українська | 3949      | 99.42%   |
| російська  | 22        | 0.55%    |
| румунська  | 1         | 0.03%    |
| Усього     | 3972      | 100%     |

## ЩО В IMEHI ТВОЇМ
Споконвіку люди не були байдужими до назв своїх поселень. Про це свідчать не лише літописи, в яких причини появи тієї чи іншої назви пояснюються, як правило, легендами, а й значно дав-ніші писемні й усні перекази народу.
Серед назв є чимало непрозорих, незрозумілих нам сьогодні. Їх тлумачили по-різному. Так з'явилися легенди i перекази, які здебільшого йдуть не від історичних подій до назви, а навпаки, від сучасної назви до історії, звичайно вигаданої.
Села — як люди, є різні, мають свою біграфію i свої «Візитні картки» — історичні чи легендарні місця.
Завжди можна було почути з вуст старших людей про навколишні пагорби, маленькі річечки й джерельця Чернієва, що розкинувся неподалік швидкоплинної Бистриці Надвірнянської.
Перекази, легенди, оповідки ті, що найчастіше розминаються з достовірністю, хоч іноді ходять дуже близько від неї, сповнені щирістю, вишуканістю, світлим романтизмом. Це високохудожні зразки нашої поетичної спадщини, котрі слід зберегти. 3 покоління в покоління вони передавалися, фіксуючи певні реалії сивої давнини, мужність i відданість жителів землі, героїзм наших предків, яким доводилось вести важку й виснажливу боротьбу проти чужинців, відстоювати свою незалежність i культуру.
Старожили розповідають, що в сиву давнину на одній з околиць села стояв великий чернечий («чернечий») монастир, від якого i пішла назва.
Монастир згорів. А коли? Достеменно невідомо нікому. Красива легенда, що й казати, та жаль лише, що з приводу існування у Чернієві будь-якого монастиря, документи мовчать. Хоч приклади подібного творення топонімів в Україні не рідкість.

## Підприємства
- комплекс водоочисних споруд КП «Івано-Франківськводоекотехпром» (комунальне підприємство «Івано-Франківськводоекотехпром»);
- Черніївське стаціонарне відділення для тимчасового та постійного проживання людей похилого віку;
- виробничо-комерційна фірма «Дріада»  [Архівовано 17 серпня 2015 у Wayback Machine.];
- ТОВ «Атлант-ІФ»;
- ПП "Житлово-комунальне підприємство «Черніїв-сервіс»;
- релігійна громада Української автокефальної православної храму Івана Хрестителя;
- Парафія Української греко-католицької церкви Святого Миколая — згоріла 06.07.2016[6];
- приватне підприємство «Петроль-автосервіс»;
- Черніївська сільська рада;
- обслуговуючий кооператив "Садівниче товариство «Плай»;
- споживче товариство «Затишок-С»;
- приватне підприємство «Час-Н»;
- Черніївська загальноосвітня школа I—III ступенів Тисменицької районної ради Івано-франківської області [Архівовано 25 лютого 2014 у Wayback Machine.];
- приватне підприємство «Сивуля».

## Видатні люди

### Народилися
- Мирослав Головко (нар. 29 жовтня 1943) — український вчений у галузі фізики рідкого стану, член-кореспондент Національної академії наук України (2003), доктор фізико-математичних наук (1981), професор, завідувач відділу теорії розчинів інституту фізики конденсованих систем НАН України.
- Володимир Данилюк (1991—2014) — старший солдат Збройних сил України, учасник російсько-української війни.
- Каєтан Абґарович (1856–1909) — польський письменник вірменського походження, автор досліджень про Юрія Федьковича.
- Кіндрат Дмитро Іванович (1997—2022) — старший солдат ЗСУ, учасник російсько-української війни.
- Мартин Королюк (1866—1928) — війт села (20 років), член Станиславівської виправи ЗУНР.
- Володимир Присяжнюк (1966) — український поет, пародист, поет-пісняр
- Харитон Василь Ярославович (1963) [псевд. і крипт.: Василів В., Царук В., Черніїв В., В. Х., В. Ч.] — педагог, історик-краєзнавець, журналіст.

### Пов'язані з Чернієвом
- Андреас Бемер — львівський будівничий і скульптор доби Відродження; 1596 р. орендував каменоломні алебастру в селі у шляхтича Бидловського, частину оренди сплативши алебастровими статуями.
- Сенюк Віталій Дмитрович (1971—2017) — капітан Збройних сил України. Учасник російсько-української війни.

## Цікаві факти
Сім’я Ткаченків з села Черніїв створила неперевершену колекцію писанок, яка складається з 28 великих писанок, на кожній з яких зображено герб однієї з 24 областей України, а також герби Києва, Севастополя, Автономної Республіки Крим і Великий герб України. Ця колекція була офіційно визнана рекордом України. Писанки були створені в техніці пейпарт — мистецтві роботи з папером. Для створення всієї колекції загалом було використано близько 3,8 км паперу та 15 літрів клею.